# 허태정
허태정(許泰鋌, 1965년 9월 12일~)은 대한민국의 정치인이다. 제11·12대 유성구청장, 민선 7기 대전광역시장을 역임했다.

## 생애
1965년 충청남도 예산군 대술면의 양천 허씨 집성촌에서 6남매 중 막내로 태어났다. 예산장복초등학교, 대술중학교, 대전대성고등학교, 충남대학교 철학과를 졸업하였다. 충남대학교 재학 중 학생운동에 참여하였다.
노무현 정부에서 발탁되어 청와대 대통령비서실에서 인사행정관과 사회 행정관으로 2년여 동안 청와대에 근무하였으며, 오명 과학기술부 장관의 정책보좌관으로 근무하였다.
2010년 제5회 전국동시지방선거에서 민주당 후보로 대전광역시 유성구청장 선거에 출마하여 현직 구청장이었던 한나라당 진동규 후보를 꺾고 당선되었다. 2014년 제6회 전국동시지방선거에서 새정치민주연합 후보로 대전광역시 유성구청장 선거에 출마하여 재선에 성공하였다. 2018년 제7회 전국동시지방선거에서 더불어민주당 대전광역시장으로 당선되었다.
2022년 6월 제8회 전국동시지방선거에서 더불어민주당 대전광역시장 후보로 공천되어 재선에 도전했으나, 국민의힘 이장우 후보에게 근소한 차이로 패해 재선에 실패했다.

## 학력
- 1978년: 장복국민학교 졸업
- 1981년: 대술중학교 졸업
- 1984년: 대전대성고등학교 졸업
- 1989년: 충남대학교 철학과 학사

## 경력
- 1990. 충남민주운동청년연합 간사
- 1999. 금강산업 대표이사
- 2003. 3. 노무현 정부 대통령비서실 인사수석실 행정관
- 2005. 5. 과학기술부총리 정책보좌관
- 2006. 대전참여연대 사회문제연구소 이사
- 2006. 8. 대덕연구개발특구 복지센터 소장
- 2009. 더좋은민주주의연구소와 대전시민사회연구소 이사
- 2010년 6월 2일: 제5회 전국동시지방선거 당선(민선 5기, 대전광역시 유성구청장, 민주당, 초선)
- 2010. 7.~2014. 6. 제11대 대전광역시 유성구청장(민선 5기,  민주당→민주통합당→민주당→새정치민주연합, 초선)
- 2010. 국제청소년포상제 명예포상담당관
- 2014년 6월 4일: 제6회 전국동시지방선거 당선(민선 6기, 대전광역시 유성구청장, 새정치민주연합, 재선)
- 2014. 7.~2018. 3. 제12대 대전광역시 유성구청장(민선 6기, 새정치민주연합→더불어민주당, 재선)
- 2018년 6월 13일: 제7회 전국동시지방선거 당선(민선 7기, 대전광역시장, 더불어민주당, 초선)
- 2018. 7.~2022. 6. 제12대 대전광역시장(민선 7기, 더불어민주당, 초선)
- 2023. 12.~2024. 2. 제22대 국회의원 선거 대전 유성구 을 더불어민주당 국회의원 예비후보
- 2024. 3.~2024. 4. 더불어민주당 제22대 국회의원 선거 대전광역시당 공동상임선거대책위원장
- 2024. 9.~ 더민주전국혁신회의 공동상임대표

## 수상
- 2012년 여성가족부 국제청소년성취포상제 우수 운영기관 유성구 수상
- 2012년 행정제도 개선 우수기관 행정안전부장관상 유성구 수상
- 2013년 대한민국 지역복지대상 우수상 유성구 수상
- 2013년 제10회 금강환경대상 대상
- 2013년 청소년자원봉사 최우수터전 유성구 수상
- 2013년 제10회 대한민국 평생학습대상 우수상 유성구 수상
- 2014년 한국매니페스토실천본부 매니페스토 약속대상 최우수상
- 2014년 보건복지부 공공복지전달체계 개편 노력-지원 부문 평가 최우수상 유성구 수상
- 2015년 한국매니페스토실천본부 전국 기초자치단체장 매니페스토 우수사례 경진대회 사회적 경제 분야 최우수상
- 2015년 녹색도시 우수사례 최우수상 유성구 수상
- 2015년 고용노동부 전국 지방자치단체 일자리대회 우수상 유성구 수상
- 2016년 한국공공자치연구] 전국 지방자치단체 종합경쟁력 상승지수 전국 2위 유성구 수상
- 2016년 한국매니페스토실천본부 전국 기초자치단체장 공약이행 및 정보공개 평가 SA등급
- 2016년 제5회 대한민국평생학습박람회 동아리 경진대회 고령자 부분 대상 유성구 수상
- 2016년 청소년방과후아카데미 종합평가 최우수기관 유성구 수상
- 2016년 고용노동부 일자리대책 평가 특별상
- 2017년 유권자시민행동 대한민국 유권자 대상
- 2017년 한국매니페스토실천본부 전국 기초자치단체장 공약이행 및 정보공개평가 우수
- 2017년 제3회 지방자치행정대상
- 2017년 보건복지부 보육정책 평가 우수지자체 유성구 수상
- 2017년 복지사각지대 발굴 우수지자체 보건복지부장관상 유성구 수상
- 2017년 고용노동부 일자리대책 평가 특별상 유성구 수상
- 2018년 법률소비자연맹 민선 6기 기초자치단체장 선거공약 이행평가 공약대상
- 2018년 전국 지방자치단체 평가 자치부 부문 종합 1위 유성구 수상
- 2019년 고용노동부, 국무총리 일자리 창출 유공 대전시 수상
- 2019년 행정안전부 2018회계연도 지방자치단체 재정분석 최우수 자치단체 대전시 수상
- 2019년 기후환경정책과 대한민국녹색경영대상 대전시 수상
- 2019년 중소벤처기업부 지역산업육성사업 성과평가 최우수 S등급 대전시 수상
- 2020년 일자리노동 경제과 전국 지자체 일자리 대상 우수사업 부문 최우수상
- 2020년 대전시 수상국민권익위원회 청렴도 평가 특 광역시 1위 대전시 수상
- 2021년 소상공인과 지역화폐 우수사례 평가 최우수상 대전시 수상
- 2022년 행정안전부, 국민권익위원회 2021년 민원서비스 종합평가 최우수기관 대전시 수상

## 역대 선거 결과
|  | 41.86% |

|  | 60.71% |

|  | 56.41% |

|  | 48.80% |

## 소속 정당
| 소속 정당 | 소속 정당      | 소속 기간 | 비고      |
| --------- | -------------- | --------- | --------- |
|           | 민주당         | 2010~2011 | 정계 입문 |
|           | 민주통합당     | 2011~2013 | 합당      |
|           | 민주당         | 2013~2014 | 당명 변경 |
|           | 새정치민주연합 | 2014~2015 | 합당      |
|           | 더불어민주당   | 2015~현재 | 당명 변경 |

## 같이 보기
- 유성구청장
- 대전광역시장